# Cylicolaimus jaegerskioeldi
Cylicolaimus jaegerskioeldi is een rondwormensoort uit de familie van de Leptosomatidae. De wetenschappelijke naam van de soort is voor het eerst geldig gepubliceerd in 1903 door Türk.